# Ján Podoba
Ján Podoba (21. dubna 1875 Veľké Ostratice – 9. října 1947) byl slovenský a československý politik a meziválečný senátor Národního shromáždění ČSR za Hlinkovu slovenskou ľudovou stranu.

## Biografie
Profesí byl rolníkem z Veľkých Ostratic. V domovské obci se podílel na založení folklórní kapely Ostratičanka.
V parlamentních volbách v roce 1925 získal senátorské křeslo v Národním shromáždění. V senátu setrval do roku 1929.